# 금호중학교 (광주)
금호중학교(金湖中學校)는 대한민국 광주광역시 서구 금호동에 위치한 공립 중학교이다.

## 학교 연혁
- 1995년 1월 13일 : 금호중학교 설립인가(조례 2493호)
- 1995년 3월 1일 : 제1대 류용현 교장 취임
- 1995년 3월 3일 : 광주 서초등학교에서 개교(남 6, 여 4 계 10학급)
- 1995년 10월 30일 : 광주광역시 서구 금호동 740-1 신축공사 이전
- 2010년 3월 3일 : 2010년 재능진단육성 선도학교
- 2011년 3월 29일 : 2011학년도 학교문화 선도 시범학교 선정
- 2017년 3월 1일 : 자유학기제 시지정 교육부요청 정책 연구학교
- 2022년 3월 1일 : 제11대 박선남 교장 취임
- 2025년 1월 10일 : 제28회 졸업식 (81명, 총 8,471명)
- 2025년 3월 4일 : 제31회 입학식 (6학급 144명)

## 참고 자료
- 금호중학교 - 한국교육학술정보원 학교알리미